# Faune des Alpes
Les Alpes connaissent une faune sauvage diverse et variée qui a su s'adapter aux reliefs accidentés et aux altitudes extrêmes. Du pied des Alpes à son sommet le plus haut qu'est le Mont-Blanc, la faune varie suivant l'altitude. Cette chaine de montagnes, au cœur de l'Europe, est le massif montagneux important le plus urbanisé au monde, il est pourtant encore riche en biodiversité. Certaines espèces sont inféodées aux milieux d'altitude, d'autres ont été contraintes à s'y réfugier en raison de la pression qu'exerce l'homme sur leurs biotopes d'origine. 

## Liste des animaux alpins

### Insectes
- Rosalie des Alpes (Rosalia alpina)

### Mammifères

#### OrdredesArtiodactyles
- Bouquetin des Alpes (Capra ibex)
- Cerf élaphe (Cervus elaphus)
- Chamois (Rupicapra rupicapra)
- Chevreuil (Capreolus capreolus)
- Mouflon (Ovis orientalis musimon)

#### Ordre desCarnivores
- Belette (Mustela nivalis)
- Blaireau européen (Meles meles)
- Chat sauvage d'Europe (Felis silvestris silvestris)
- Fouine (Martes foina)
- Genette commune (Genetta gentta)
- Hermine (Mustela erminea)
- Loup (Canis lupus italicus)
- Lynx (Lynx lynx)
- Martre (Martes martes)
- Putois (Mustela putorius)
- Renard roux (Vulpes vulpes)

#### Ordre desChiroptères
- Molosse de Cestoni (Tadarida teniotis)
- Murin de Brandt (Myotis brandti)
- Murin à moustaches (Myotis mystacinus)
- Murin de Natterer (Myotis nattereri)
- Oreillard brun (Plecotus auritus)
- Sérotine boréale (Eptesicus nilssoni)
- Sérotine bicolore (Vespertilio murinus)
- Vespère de Savi (Hypsugo savii)

#### Ordre desInsectivores
- Hérisson d'Europe (Erinaceus europaeus)
- Musaraigne alpine (Sorex alpinus)
- Musaraigne aquatique (Neomys fodiens))
- Musaraigne carrelet (Sorex araneus)
- Musaraigne de Miller (Neomys anomalus)
- Musaraigne du Valais (Sorex antinorii)
- Musaraigne pygmée (Sorex minutus)
- Taupe d'Europe (Talpa europaea)

#### Ordre desLagomorphes
- Lièvre brun (Lepus europaeus)
- Lièvre variable (Lepus timidus)

#### Ordre desRongeurs
- Campagnol agreste (Microtus agrestis)
- Campagnol des champs (Microtus arvalis)
- Campagnol de Fatio (Pitymys multiplex)
- Campagnol des neiges (Chionomys nivalis)
- Campagnol roussâtre (Clethrionomys glareolus)
- Campagnol souterrain (Pitymys subterraneus)
- Campagnol terrestre, forme fouisseuse (Arvicola scherman, syn. Arvicola terrestris scherman)
- Écureuil roux (Sciurus vulgaris)
- Lérot (Eliomys quercinus)
- Loir gris (Glis glis)
- Marmottes des Alpes (Marmota marmota)
- Mulot alpestre (Apodemus alpicola)
- Mulot à collier (Apodemus flavicollis)
- Mulot sylvestre (Apodemus sylvaticus)
- Muscardin (Muscardinus avellanarius)
- Rat noir (Rattus rattus)
- Souris domestique (Mus domesticus)
- Surmulot (Rattus norvegicus)

### Oiseaux

#### OrdredesApodiformes
- Martinet noir (Apus apus)
- Martinet à ventre blanc (Apus melba)

#### Ordre desCharadriiformes
- Bécasse des bois (Scolopax rusticola)
- Chevalier guignette (Actitis hypoleucos)
- Pluvier guignard (Charadrius morinellus)
- Mouette rieuse (Chroicocephalus ridibundus)
- Goéland leucophée (Larus cachinnans)

#### Ordre desColumbiformes
- Pigeon ramier (Columba palumbus)
- Tourterelle turque (Streptopelia decaocto)

#### Ordre desCuculiformes
- Coucou gris (Cuculus canorus)

#### Ordre desAccipitriformes
- Aigle royal (Aquila Chrysaetos)
- Autour des palombes (Accipiter gentilis)
- Bondrée apivore (Pernis apivorus)
- Buse variable (Buteo buteo)
- Circaète Jean-le-Blanc (Circaetus gallicus)
- Epervier d'Europe (Accipiter nisus)
- Gypaète barbu (Gypaetus barbatus)
- Milan noir (Milvus migrans)
- Vautour fauve (Gyps fulvus)

#### Ordre desFalconiformes
- Faucon crécerelle (Falco tinnunculus)
- Faucon pèlerin (Falco peregrinus)

#### Ordre desGalliformes
- Gélinotte des bois (Bonasa bonasia)
- Grand Tétras (Tetrao urogallus)
- Lagopède alpin (Lagopus mutus)
- Perdrix bartavelle (Alectoris graeca)
- Tétras lyre (Tetrao tetrix)

#### Ordre desGruiformes
- Gallinule poule-d'eau (Gallinula chloropus)
- Râle d'eau (Rallus aquaticus)

#### Ordre desPassériformes

##### A-C
- Accenteur alpin (Prunella collaris)
- Accenteur mouchet (Prunella modularis)
- Alouette des champs (Alauda arvensis)
- Bec-croisé des sapins (Loxia curvirostra)
- Bergeronnette des ruisseaux (Motacilla flava)
- Bergeronnette grise (Motacilla alba)
- Bouvreuil pivoine (Pyrrhula pyrrhula)
- Bruant fou (Emberiza cia)
- Bruant jaune (Emberiza citrinella)
- Cassenoix moucheté (Nucifraga caryocatactes)
- Chocard à bec jaune (Pyrrhocorax graculus)
- Cincle plongeur (Cinclus cinclus)
- Crave à bec rouge (Pyrrhocorax pyrrhocorax)

##### D-J
- Fauvette à tête noire (Sylvia atricapilla)
- Fauvette babillarde (Sylvia curruca)
- Geai des chênes (Garrulus glandarius)
- Grand Corbeau (Corvus corax)
- Grimpereau des bois (Certhia familiaris)
- Grive draine (Turdus viscivorus)
- Grive litorne (Turdus pilaris)
- Grive musicienne (Turdus philomelos)
- Gobemouche gris (Muscicapa striata)
- Hirondelle de rochers (Ptyonoprogne rupestris)

##### L-R
- Linotte mélodieuse (Carduelis cannabina)
- Niverolle alpine (Montifringilla nivalis)
- Merle noir (Turdus merula)
- Merle à plastron (Turdus torquatus)
- Mésange bleue (Cyanistes caeruleus)
- Mésange boréale (Poecile montana)
- Mésange charbonnière (Parus major)
- Mésange huppée (Lophophanes cristatus)
- Mésange noire (Periparus ater)
- Mésange nonnette (Poecile palustris)
- Moineau cisalpin (Passer domesticus italiae)
- Monticole de roche (Monticola saxatilis)
- Pipit des arbres (Anthus trivialis)
- Pipit farlouse (Anthus pratensis)
- Pipit spioncelle (Anthus spinoletta)
- Pinson des arbres (Fringilla coelebs)
- Pouillot siffleur (Phylloscopus sibilatrix)
- Pouillot véloce (Phylloscopus collybita)
- Roitelet huppé (Regulus regulus)
- Rougegorge familier (Erithacus rubecula)
- Rougequeue noir (Phoenicurus ochruros)
- Rousserolle verderolle (Acrocephalus palustris)

##### S-V
- Sittelle torchepot  (Sitta europaea)
- Sizerin flammé (Carduelis flammea)
- Tarin des aulnes (Carduelis spinus)
- Tarier des prés (Saxicola rubetra)
- Tichodrome échelette (Tichodroma muraria)
- Traquet motteux (Oenanthe oenanthe)
- Troglodyte mignon (Troglodytes troglodytes)
- Venturon montagnard (Carduelis citrinella)

#### Ordre desPiciformes
- Pic vert (Picus viridis)
- Pic épeiche (Dendrocopos major)
- Pic noir (Dryocopus martius)
- Pic tridactyle (Picoides tridactylus)
- Torcol fourmilier (Jynx torquilla)

#### Ordre desStrigiformes
- Chevêchette d'Europe (Glaucidium passerinum)
- Chouette hulotte (Strix aluco)
- Chouette de Tengmalm (Aegolius funereus)
- Grand-duc d'Europe (Bubo bubo)
- Hibou moyen-duc (Asio otus)
- Chouette effraie (Tyto alba)

### Reptiles
Selon le WWF, les Alpes abritent 15 espèces de reptiles sans qu'aucune ne soit strictement alpine.

#### OrdredesSquamates

##### Sous-ordre desOphidiens
- Couleuvre d'Esculape (Zamenis longissimus)
- Couleuvre à collier (Natrix natrix)
- Coronelle lisse (Coronella austriaca)
- Vipère aspic (Vipera aspis)
- Vipère péliade (Vipera berus)

##### Sous-ordredesSauriens
- Lézard agile (Lacerta agilis)
- Lézard des murailles (Podarcis muralis)
- Lézard vert (occidentale) (Lacerta bilineata )
- Lézard vivipare (Lacerta (Zootoca) vivipara)
- Orvet fragile (Anguis fragilis)

### Amphibiens
Les Alpes comptent 21 espèces d’amphibiens. Hormis la Salamandre de Lanza, aucune de ces espèces n'est exclusive aux Alpes. 

#### OrdredesAnoures
- Crapaud commun (Bufo bufo)
- Grenouille rousse (Rana temporaria)
- Sonneur à ventre jaune (Bombina variegata)

#### Ordre desUrodèles
- Salamandre de Lanza (Salamandra lanzai)
- Salamandre tachetée (Salamandra salamandra)
- Salamandre noire (Salamandra atra)
- Triton alpestre (Triturus alpestris)